# Gerónimo Rulli
Gerónimo Rulli (født 20. maj 1992)  er en argentinsk professionel fodboldspiller, som spiller for Eredivisie-klubben Ajax og Argentinas landshold.
Han repræsenterede Argentina under sommer-OL 2016 i Rio de Janeiro, hvor han blev elimineret i gruppespillet med det argentinske U23-landshold.
Han blev udtaget til Argentinas trup til VM i fodbold 2022 i Qatar.